# 片倉健吉

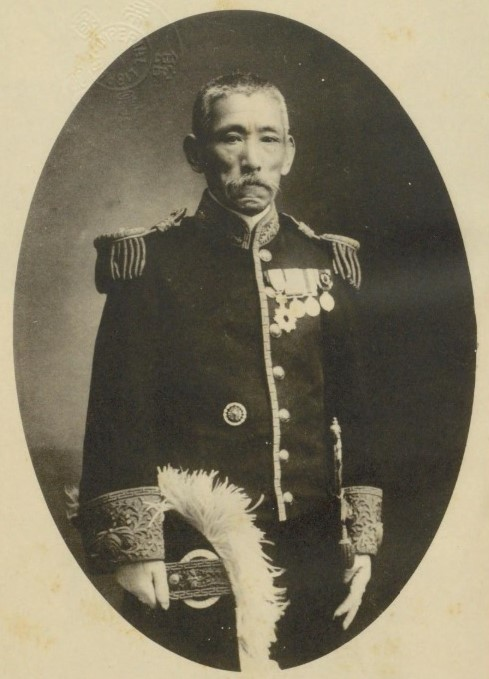
片倉健吉

片倉 健吉（かたくら たけよし、1870年10月18日（明治3年9月24日）-1941年（昭和16年）10月21日）は、旧仙台藩家老・白石片倉家の第15代当主、華族。男爵、青葉神社宮司。父は伊予吉田藩8代藩主伊達宗孝（七男）。妻は片倉景光の長女・光子。子は信光。

## 略歴
1870年（明治3年）に生まれる。片倉景光の長女・光子に婿入りし、片倉家を継ぐ。1909年（明治42年）、北海道から白石に戻る。養父の死去に伴い、1910年（明治43年）8月3日、男爵を襲爵した。1917年（大正6年）、青葉神社宮司に就任する。1926年（大正15年）6月、片倉家旧家臣で幌別に移住した人たちと共に刈田神社境内に開拓記念碑を建立する。1941年（昭和16年）、死去。